# مطار سفنكس الدولي
مطار سفنكس الدولي (بالإنجليزية: Sphinx International Airport) (إياتا: SPX)، هو مطار دولي يقع على طريق القاهرة الإسكندرية الصحراوي في الكيلو 45 في الجيزة غرب القاهرة في مصر. أُنشئ في عام 2016 بهدف تخفيف الضغط عن مطار القاهرة الدولي ورفع الضغط والكثافة عن قلب القاهرة، حيث يخدم هذا المطار منطقة الشيخ زايد والسادس من أكتوبر وبعض المحافظات مثل بني سويف والفيوم وغيرها. قاعدة غرب القاهرة الجوية هي قاعدة جوية ضمن نطاق المطار.
زود المطار بنظام هبوط آلي (ILS/DME) للاتجاه 34L وهو يتكون من محطة تحديد محور المدرج ( Localizer ( LLZ ومحطة تحديد زاوية الهبوط (Glide Path (GP و جهاز قياس المسافة (DME) وقد أشرفت الشركة الوطنية لخدمات الملاحة الجوية (NANSC) بالتعاون مع القوات المسلحة المصرية في إنشاء هذا النظام الذي يُمكّن الطيارين من الهبوط الآمن. المطار يستهدف الطائرات الصغيرة والطائرات المتوسطة الحجم code-D التي يكون متوسط عدد ركابها 150 راكب.

## التاريخ
أُعلن في أكتوبر 2017 أن المطار سُيفتح للرحلات التجارية في صيف 2018، ومن المقرر أن تبدأ العمليات التجريبية في أكتوبر 2018. بدأت مصر للطيران إكسبريس في يناير 2019 بتشغيل رحلات تجريبية إلى الغردقة وشرم الشيخ والأقصر وأسوان. استقبل المطار في 1 يناير 2020 أولى رحلاته الدولية وهي رحلة لشركة فلاي الأردن قادمة من مطار الملكة علياء الدولي.

## مرافق المطار

### مبنى الركاب
يتكوّن مبنى الركاب بمطار سفنكس الدولي من صالة للمغادرة وأخرى للوصول، ويتّسع مبنى الركاب لأكثر من 300 راكب في الساعة. يشمل أيضا منطقة للجمارك والجوازات و منطقة للمطاعم والاستراحات و صالة لكبار الزوار ومنطقة للأسواق الحرّة.

#### مرافق أخرى
يحتوي مطار سفنكس الدولي على ثلاث ممرات للإقلاع والهبوط تربطهما ممرات فرعية لإخلاء الطائرات. كما يحتوي على برج مراقبة جوية بارتفاع 44 متر.

## الخطوط الجوية والوجهات
تقوم شركات الطيران التالية بتسيير رحلات منتظمة من مطار سفنكس:
| شركـات طيـران      | الوجهات |
| ------------------ | --- |
| العربية للطيران    | مطار الشارقة الدولي |
| إير كايرو          | مطار الملكة علياء الدولي، مطار الغردقة الدولي، مطار الملك عبد العزيز الدولي، مطار الأمير محمد بن عبد العزيز الدولي، مطار شرم الشيخ الدولي |
| كوندور للطيران     | موسمي: مطار فرانكفورت |
| إيزي جيت           | مطار برلين براندنبرغ، مطار جنيف الدولي، مطار لندن لوتن، مطار مالبينسا                                                                     |
| إديلويس إير        | مطار زيورخ الدولي |
| فلاي دبي           | مطار دبي الدولي |
| طيران ناس          | مطار الملك عبد العزيز الدولي، مطار الملك خالد الدولي                                                                                      |
| طيران الجزيرة      | مطار الكويت الدولي |
| آير شاتل النرويجية | موسمي: مطار كوبنهاغن |
| خطوط بيغاسوس       | مطار صبيحة كوكجن الدولي موسمي: مطار أنطاليا                                                                                               |
| طيران السلام       | مطار مسقط الدولي |
| ويز للطيران        | مطار زايد الدولي، مطار بودابست فرانز ليست الدولي، مطار لارنكا الدولي، مطار لندن لوتن، مطار ليوناردو دا فينشي                              |